# فضية
الفِضِّيَّة  أو فضية القرن (الاسم العلمي: Argyrolobium) هي جنس نبات من أسرة الفولاوات والفصيلة البقولية.